# Kochia angustifolia
Kochia angustifolia là loài thực vật có hoa thuộc họ Dền. Loài này được Peshkova mô tả khoa học đầu tiên năm.